# Manor (Teksas)
Manor – miasto w Stanach Zjednoczonych, w stanie Teksas, w hrabstwie Travis.

## Demografia
Według przeprowadzonego przez United States Census Bureau spisu powszechnego w 2010 miasto liczyło 5 037 mieszkańców, co oznacza wzrost o 318,4% w porównaniu do roku 2000. Natomiast skład etniczny w mieście wyglądał następująco: Biali 45,6%, Afroamerykanie 27,6%, Azjaci 1,5%, pozostali 25,3%.